# Гафтан-е Олія
Гафтан-е Олія (перс. هفتان عليا) — село в Ірані, у дегестані Рудбар, у Центральному бахші, шагрестані Тафреш остану Марказі. За даними перепису 2006 року, його населення становило 336 осіб, що проживали у складі 95 сімей.

## Клімат
Середня річна температура становить 11,97 °C, середня максимальна – 31,25 °C, а середня мінімальна – -9,81 °C. Середня річна кількість опадів – 263 мм.
| Клімат поселення                              | Клімат поселення | Клімат поселення | Клімат поселення | Клімат поселення | Клімат поселення | Клімат поселення | Клімат поселення | Клімат поселення | Клімат поселення | Клімат поселення | Клімат поселення | Клімат поселення | Клімат поселення |
| Показник                                      | Січ.             | Лют.             | Бер.             | Квіт.            | Трав.            | Черв.            | Лип.             | Серп.            | Вер.             | Жовт.            | Лист.            | Груд.            |                  |
| Середній максимум, °C                         | 6,02             | 7,62             | 12,42            | 18,83            | 23,46            | 29,71            | 31,25            | 30,56            | 25,90            | 19,72            | 12,78            | 7,02             |                  |
| Середня температура, °C                       | −1,9             | −0,29            | 4,52             | 10,91            | 15,56            | 21,79            | 25,57            | 24,86            | 20,22            | 14,04            | 7,08             | 1,33             |                  |
| Середній мінімум, °C                          | −9,81            | −8,22            | −3,41            | 2,99             | 7,63             | 13,88            | 19,87            | 19,18            | 14,53            | 8,33             | 1,40             | −4,36            |                  |
| Норма опадів, мм                              | 37               | 35               | 47               | 37               | 31               | 5                | 1                | 1                | 0                | 10               | 23               | 36               |                  |
| Середньомісячна швидкість вітру, м/с          | 2.04             | 2.28             | 3.06             | 3.26             | 2.76             | 2.55             | 2.71             | 2.43             | 2.23             | 2.18             | 1.92             | 1.36             |                  |
| Середньомісячна сонячна радіація, кДж/м²·день | 8795             | 11889            | 14532            | 18033            | 22091            | 26717            | 26039            | 23887            | 20572            | 15092            | 10796            | 8766             |                  |
| --------------------------------------------- | ---------------- | ---------------- | ---------------- | ---------------- | ---------------- | ---------------- | ---------------- | ---------------- | ---------------- | ---------------- | ---------------- | ---------------- | ---------------- |
| Джерело:                                      |                  |                  |                  |                  |                  |                  |                  |                  |                  |                  |                  |                  |                  |